# Умберто Мазетті
Умберто Мазетті (італ. Umberto Masetti; 4 травня 1926, Парма — 28 травня 2006, Маранелло) — італійський та аргентинський мотогонщик, дворазовий чемпіон світу з шосейно-кільцевих мотогонок серії MotoGP в класі 500cc (1950, 1952). Перший італієць, що став чемпіоном світу з шосейно-кільцевих мотогонок.

## Біографія
Умберто Мазетті народився 4 травня 1926 року в Борго Делле Росе в провінції Парма (Італія). Його батько володів дилерським центром мотоциклів Gilera і це вплинуло на життєвий вибір молодого Умберто.
У перших мотоциклетних змаганнях Мазетті узяв участь у 1946 році, а вже в наступному здобув першу перемогу.

### MotoGP
У чемпіонаті світу з шосейно-кільцевих мотоперегонів серії Гран-Прі Умберто дебютував у перший же рік проведення змагань в 1949 році, виступаючи в класі 125cc на мотоциклі Moto Morini, та в класі 250cc на Benelli.
В наступному році Умберто зосередився на виступах у класі 500cc, вигравши протягом сезону дві гонки (Гран-Прі Бельгії та Нідерландів, ще в двох фінішуючи на другому місці. Це дозволило йому за підсумками сезону стати чемпіоном світу, випередивши на 1 очко Джефа Дюка.
У сезоні 1951 Мазетті продовжив виступати в «королівському класі» на Gilera, проте захистити чемпіонство не зміг. Він виграв лише одну гонку, Гран-Прі Іспанії, тоді як Дюк тріумфував у чотирьох. Італієць в загальному заліку фінішував третім.
Наступний сезон знову став для Умберто тріумфальним. Хоча він виграв лише 2 гонки (у Бельгії та Нідерландах) як і його основні конкуренти Леслі Грем та Рег Армстронг, проте у решті гонок він був успішнішим, двічі фінішуючи на другому місці. Це дозволило йому вдруге стати чемпіоном світу.
У 1953 році він взяв участь лише у одній гонці класу 250cc на мотоциклі NSU — більшу частину сезону він змушений був пропустити через аварію в Імолі. В наступному сезоні він повернувся до виступів у класі 500cc з Gilera, а його найкращим результатом стало друге місце на рідному Гран-Прі Італії.
Наступні чотири сезони для Умберто Мазетті були пов'язані з заводською командою MV Agusta, на мотоциклах якої він виступав у класах 250cc, 350cc та 500cc, проте досягти минулих успіхів вже не зміг. За чотири роки він здобув лише одну перемогу — на Гран-Прі Італії—1955 в гонці класу 500cc.
Після сезону 1958 оголосив про завершення спортивної кар'єри і переїхав до Південної Америки, оселившись у Чилі. Через чотири роки він повернувся до виступів, взявши участь у гонці класу 250cc Гран-Прі Аргентини сезону 1962, виступаючи на мотоциклі Moto Morini, зайнявши друге місце.
В наступному сезону знову виступив на Гран-Прі Аргентини, фінішувавши у гонці класу 250cc третім. Це була його остання гонка.
У 1972 році Умберто повернувся до Італії, разом з дружиною та двома синами. Оселився в Маранелло, де й помер у 2006 році.

## Статистика виступів

### MotoGP

#### У розрізі сезонів
| Сезон  | Клас   | Мотоцикл  | Гонки | Пер | Под | НК | Очки | Місце |
| ------ | ------ | --------- | ----- | --- | --- | -- | ---- | ----- |
| 1949   | 125cc  | Morini    | 2     | 0   | 1   | 0  | 13   | 3     |
| 1949   | 250cc  | Benelli   | 1     | 0   | 1   | 0  | 7    | 10    |
| 1950   | 500cc  | Gilera    | 5     | 2   | 4   | 0  | 28   | 1     |
| 1951   | 500cc  | Gilera    | 4     | 1   | 3   | 0  | 21   | 3     |
| 1952   | 500cc  | Gilera    | 4     | 2   | 4   | 0  | 28   | 1     |
| 1953   | 250cc  | NSU       | 1     | 0   | 0   | 0  | 1    | 15    |
| 1954   | 500cc  | Gilera    | 1     | 0   | 1   | 0  | 6    | 10    |
| 1955   | 250cc  | MV Agusta | 3     | 0   | 2   | 0  | 11   | 5     |
| 1955   | 500cc  | MV Agusta | 4     | 1   | 3   | 0  | 19   | 3     |
| 1956   | 350cc  | MV Agusta | 1     | 0   | 0   | 0  | 2    | 14    |
| 1956   | 500cc  | MV Agusta | 2     | 0   | 1   | 0  | 9    | 6     |
| 1957   | 350cc  | MV Agusta | 1     | 0   | 0   | 0  | 3    | 10    |
| 1957   | 500cc  | MV Agusta | 1     | 0   | 0   | 0  | 2    | 15    |
| 1958   | 500cc  | MV Agusta | 1     | 0   | 1   | 0  | 4    | 13    |
| 1962   | 250cc  | Morini    | 1     | 0   | 1   | 0  | 6    | 11    |
| 1963   | 250cc  | Morini    | 1     | 0   | 1   | 0  | 4    | 10    |
| Всього | Всього | Всього    | 33    | 6   | 23  | 0  | 154  |       |